# Я убиваю великанов
Я убиваю великанов (англ. I Kill Giants) — ограниченная серия комиксов, созданная сценаристом Джо Келли и художником Х. М. Кэн Ниимура. Серия выпускалась американским издательством Image Comics с июля 2008 по январь 2009. 
Комикс повествует о том, как девочка-фанат ролевых игр взрослеет и борется с реальными и воображаемыми врагами.
Экранизация комикса, в русскоязычном прокате известная как «Я сражаюсь с великанами», вышла в российский прокат 29 марта 2018 года.

## Сюжет
12-летняя школьница Барбара — очень серьёзная и ответственная девочка, ведь у неё самая опасное в мире занятие — убивать великанов, во всяком случае, как она всем рассказывает. Никто не воспринимает её истории всерьёз. Учителей она раздражает, сверстники не любят, а семья не понимает.
Только София — её ровесница, недавно переехавшая в дом по соседству, пытается с ней подружиться. Школьный психолог мисс Молли изо всех сил пытается помочь Барбаре с её проблемами и понять причины того, почему девочка бежит от реальности.
Но Барбара видит знамения, указывающие на то, что скоро произойдёт что-то ужасное. И девочке предстоит сразиться в самой важной и опасной битве в своей жизни.

## Персонажи
- Барбара Торсон — главная героиня, ученица пятого класса, которая пытается сбежать от личных проблем в фэнтезийный мир, где она герой — убивает великанов и гигантов огромным молотом Ковелески, помещающимся в сумочке, и с ней дружат феи и духи. Умная, серьёзная, саркастическая, вспыльчивая.
- София — одноклассница и соседка Барбары. Единственная в школе, кто хочет дружить с Барбарой.
- Мисс Молли — молодой школьный психолог. Пытается помочь Барбаре с её проблемами.
- Тейлор — школьная хулиганка, постоянно задирает Барбару.
- Карен — старшая сестра Барбары. На ней держится весь дом, она должна вкалывать на работе, а потом ещё готовить и убирать дома. У неё совсем нет времени на Барбару.

## Коллекционные издания
- В мае 2009 вышло коллекционное издание комикса, содержащее в себе все 7 выпусков под мягкой обложкой (184 страницы, ISBN 1-60706-092-2).
- В ноябре Image Comics выпустило коллекционное издание в твёрдой обложке, названное «Titan Edition» (300 страниц, ISBN 1-60706-173-2, ISBN 1-60706-172-4).

## Награды
Комикс получил награду за «Лучшую инди-книгу» от IGN. Он стал 3 из 10 лучших комиксов 2009 года по мнению Дэна Коиса из New York Magazine, а также вошёл в список 10 величайших графических романов для подростков по версии Young Adult Library Services Association. Комикс получил «Золотую награду» Международной премии манги в 2011 году.